# Liste der Burgen, Schlösser, Ansitze und wehrhaften Stätten in Klagenfurt am Wörthersee
Diese Liste nennt die Burgen, Schlösser, Ansitze und wehrhaften Stätten in Klagenfurt am Wörthersee in Kärnten.

## Erklärung zur Liste
- Name: Name der Anlage.
- Gemeinde: Zeigt an, in welcher Gemeinde das Gebäude steht.
- Lage: Zeigt die Geokoordinaten an.
- Typ: Es wird der Gebäudetyp angegeben, wie Burg, Festung, Schloss, Gutshof, Wehrkirche, Wallanlage.
- Geschichte: geschichtlicher Abriss
- Zustand: Beschreibung des heutigen Zustands bzw. der Verwendung.
- Bild: Zeigt wenn möglich ein Bild des Gebäudes an.
- Denkmalschutz: führt zum Eintrag in der Denkmalliste.

## Liste
| Name                                              | Gemeinde                 | Lage         | Typ                          | Geschichte | Zustand                                                                                 | Bild | Denkmalschutz                                                         |
| ------------------------------------------------- | ------------------------ | ------------ | ---------------------------- | --- | --------------------------------------------------------------------------------------- | ---- | --------------------------------------------------------------------- |
| Wallanlage Alt-Seltenheim (Seltenheimer Berg)     | Klagenfurt am Wörthersee | Lage         | Wallanlage (etwa 120 × 60 m) | Scherbenfunde urgeschichtlich bis spätantik. | Wall deutlich sichtbar.                                                                 |      | nein                                                                  |
| Schloss Annabichl                                 | Klagenfurt am Wörthersee | Lage         | Schloss                      | um 1580 errichtet; im 17. Jahrhundert aufgestockt. | gut erhalten, bewohnt.                                                                  |      | 34559                                                                 |
| Schloss Bichlhof                                  | Klagenfurt am Wörthersee | Lage         | Schloss                      | einfacher Bau des 17. Jahrhunderts (aus Meierhof des Schloss Zigguln hervorgegangen); Anfang 20. Jahrhundert Turm zugebaut.                                                                        | umgebaut erhalten.                                                                      |      | nein                                                                  |
| Bischöfliche Residenz                             | Klagenfurt am Wörthersee | Lage         | Schloss                      | um 1770 für Kaisertochter errichtetes Schloss. seit 1791 bischöfliche Residenz. | erhalten; als Bischofssitz genutzt.                                                     |      | 62109                                                                 |
| Burg Klagenfurt                                   | Klagenfurt am Wörthersee | Lage         | Adelssitz                    | 1586 als protestantische Schule errichtet; von Anfang 17. Jahrhundert bis 1724 als Residenz der Burggrafen genutzt.                                                                                | erhalten; als Amts- und Museumsgebäude genutzt.                                         |      | 18391                                                                 |
| Palais Christalnigg                               | Klagenfurt am Wörthersee | Lage         | Palais                       | im Kern aus 15. Jahrhundert, um 1670 erweitert, 1790 aufgestockt, 1839 neufassadiert. | erhalten; gewerblich genutzt.                                                           |      | 34464                                                                 |
| Palais Egger-Helldorf                             | Klagenfurt am Wörthersee | Lage         | Palais                       | Stadthaus im 16. Jahrhundert errichtet; um 1750 aufgestockt und Fassade gestaltet. | erhalten                                                                                |      | 34463                                                                 |
| Schloss Ehrenbichl                                | Klagenfurt am Wörthersee | Lage         | Schloss                      | im 17. Jahrhundert errichtet; im 18. Jahrhundert umgebaut. | erhalten, bewohnt.                                                                      |      | 34560                                                                 |
| Schloss Ehrenhausen                               | Klagenfurt am Wörthersee | Lage         | Schloss                      | Wehrbau im 16. Jahrhundert errichtet (heutiger Südosttrakt); in den folgenden Jahrhunderten mehrmals erweitert.                                                                                    | erhalten, gewerblich genutzt.                                                           |      | 34561                                                                 |
| Schloss Ehrental (Wieltschnigg)                   | Klagenfurt am Wörthersee | Lage         | Schloss                      | Sitz hier schon im 16. Jahrhundert. Schloss im 17. Jahrhundert errichtet, im 18. Jahrhundert aufgestockt, im 20. Jahrhundert umgebaut.                                                             | erhalten; als Schule genutzt.                                                           |      | 347                                                                   |
| Eibischhof (Eibishof)                             | Klagenfurt am Wörthersee | Lage         | Gutshof                      | im Kern aus dem 16. Jahrhundert. |                                                                                         |      | nein                                                                  |
| Schloss Emmersdorf (Zemersdorf)                   | Klagenfurt am Wörthersee | Lage         | Schloss                      | Hof im 16. Jahrhundert genannt; Anfang 17. Jahrhundert ruinös. heutiges Schloss Bau des 17. Jahrhunderts.                                                                                          | umgebaut erhalten.                                                                      |      | nein                                                                  |
| Schloss Falkenberg (Falkenstein)                  | Klagenfurt am Wörthersee | Lage         | Gutshof                      | Bauernhaus im 17. Jahrhundert zu einem Schlösschen ausgebaut. 1973 erweitert. | erhalten, bewohnt.                                                                      |      | 34563                                                                 |
| Farchern                                          | Klagenfurt am Wörthersee | Lage         | Gutshof                      | im 14. Jahrhundert erwähnt. | neueres Gebäude erhalten und bewohnt.                                                   |      | nein                                                                  |
| Festung                                           | Klagenfurt am Wörthersee | Lage         | Festung                      | Defensionswerk/Garnisonsstützpunkt, 1848 errichtet. | umgebaut erhalten, als Schule genutzt.                                                  |      | 62147                                                                 |
| Turm Fletschach                                   | Klagenfurt am Wörthersee | ungef. Lage? | Turm                         | Mitte 15. Jahrhundert genannt. | verschollen                                                                             |      | nein                                                                  |
| Schloss Freyenthurn                               | Klagenfurt am Wörthersee | Lage         | Schloss                      | im 15. Jahrhundert errichtet; im 19. Jahrhundert gotisierend erweitert. | erhalten, bewohnt.                                                                      |      | 34564                                                                 |
| Palais Fugger                                     | Klagenfurt am Wörthersee | Lage         | Palais                       | 1886 historistisch errichtet. | erhalten                                                                                |      | 17539                                                                 |
| Palais Goëss                                      | Klagenfurt am Wörthersee | Lage         | Palais                       | 1738 durch Umbau zweier älterer Gebäude entstanden. | erhalten                                                                                |      | 34438                                                                 |
| Turm Gösslsdorf (Geselsdorf)                      | Klagenfurt am Wörthersee | ungef. Lage  | Feste                        | als Turm bezeichnet; dann (Mitte 17. Jahrhundert) als Schloss. | verschollen                                                                             |      | nein                                                                  |
| Wallanlage Grazerkogel                            | Klagenfurt am Wörthersee | Lage         | Wallanlage                   | spätantike Funde. Fluchtburg der Völkerwanderungszeit? | Wallanlage erkennbar.                                                                   |      | nein                                                                  |
| Schloss Gressing                                  | Klagenfurt am Wörthersee | Lage?        | Schloss                      | Anfang des 18. Jahrhunderts als verfallen beschrieben. |                                                                                         |      | nein                                                                  |
| Schloss Hallegg                                   | Klagenfurt am Wörthersee | Lage         | Schloss (ehem. Burg)         | 1213 erstmals genannt (Burg); im 16. Jahrhundert um- und ausgebaut. | erhalten, bewohnt.                                                                      |      | 34565                                                                 |
| Halleggerhaus (Löwenhaus)                         | Klagenfurt am Wörthersee | Lage         | Stadtsitz                    | im 13. Jahrhundert im Besitz der Hallegger; im 15. Jahrhundert Neubau. | erhalten, bewohnt.                                                                      |      | 34521                                                                 |
| Schloss Harbach                                   | Klagenfurt am Wörthersee | Lage         | Schloss                      | Sitz 1213 erstmals genannt; im 15. Jahrhundert (?) zu Schlösschen umgebaut. 1. Hälfte 19. Jahrhundert umgestaltet; ab Ende 19. Jahrhundert als Kloster verwendet und weitgehend um- und ausgebaut. | weitgehend umgebaut erhalten.                                                           |      | 12874                                                                 |
| Herbertstöckl                                     | Klagenfurt am Wörthersee | Lage         | Stadtsitz                    | errichtet im 17. Jahrhundert (Familie von Herbert); Fassade aus 19. Jahrhundert. | erhalten                                                                                |      | 34495                                                                 |
| Herzoghof                                         | Klagenfurt am Wörthersee | Lage         | Herrenhaus                   | Sitz ab spätem 10. Jahrhundert; Inhaber spielte Rolle bei Herzogseinsetzung am Zollfeld. |                                                                                         |      | nein                                                                  |
| Schloss Hörtendorf (Herensdorf)                   | Klagenfurt am Wörthersee | ungef. Lage? | Schloss                      | im 17. Jahrhundert als „öde und zerfallen“ bezeichnet. | verschollen.                                                                            |      | nein                                                                  |
| Hubertastöckl                                     | Klagenfurt am Wörthersee | Lage         | Stadtsitz                    | Biedermeierhaus (Familie von Pfeilheim) |                                                                                         |      | nein                                                                  |
| Landhaus Klagenfurt                               | Klagenfurt am Wörthersee | Lage         |                              | ab 1574 als Sitz der Landstände errichtet. | erhalten                                                                                |      | 34479                                                                 |
| Stadtbefestigung Klagenfurt                       | Klagenfurt am Wörthersee | Lage         | Stadtbefestigung             | im 16. Jahrhundert angelegt: Wall mit Mauer, 4 Türme. 1814 von Franzosen geschleift. | kleine Reste erhalten.                                                                  |      | 34503 41536 41537 41539 41540 41541 71846 119435 119615 119628 129757 |
| Kleinmayrhaus (Stadthaus)                         | Klagenfurt am Wörthersee | Lage         | Stadtsitz                    | 1830 errichtet. | erhalten                                                                                |      | 34505                                                                 |
| Schloss Krastowitz                                | Klagenfurt am Wörthersee | Lage         | Schloss                      | im 18. Jahrhundert errichtet. | erhalten; als Bildungszentrum verwendet.                                                |      | 62173                                                                 |
| Schloss Mageregg                                  | Klagenfurt am Wörthersee | Lage         | Schloss                      | (ehemaliges) Wasserschloss des 15./16. Jahrhunderts; im 19. Jahrhundert umgebaut. | erhalten; gewerblich genutzt.                                                           |      | 34567                                                                 |
| Schloss Maria-Loretto                             | Klagenfurt am Wörthersee | Lage         | Schloss                      | Mitte des 17. Jahrhunderts errichtet. | Schloss erhalten; von den Befestigungsanlagen nur mehr Turmreste am Ufer.               |      | 34566                                                                 |
| Wallanlage Maria Saaler Berg                      | Klagenfurt am Wörthersee | Lage         | Wallanlage                   | Wallanlage der Hallstattzeit. | Wälle zum Teil deutlich erkennbar                                                       |      | nein                                                                  |
| Palais Maria Saaler Hof (Paradeiserhaus, Salzamt) | Klagenfurt am Wörthersee | Lage         | Palais                       | Mitte des 15. Jahrhunderts errichtet als Stadthaus der Pröpste von Maria Saal. spätbarock umgebaut.                                                                                                | erhalten                                                                                |      | 7479                                                                  |
| Schloss Naterberg (Natternberg)                   | Klagenfurt am Wörthersee | ungef. Lage? | Schloss                      | Mitte des 12. Jahrhunderts wurde das Schloss abgetragen; das Material beim Bau des Stiftes Viktring verwendet.                                                                                     | verschollen                                                                             |      | nein                                                                  |
| Nusshof (Aich an der Straße, Dolinzach)           | Klagenfurt am Wörthersee | Lage         | Gutshof                      | 1553 genannt. neuzeitlich umgebaut. | umgebaut erhalten.                                                                      |      | nein                                                                  |
| Ossiacherhof                                      | Klagenfurt am Wörthersee | Lage         | Palais                       | 1627 erbaut; Fassade von 1781. 1747 vom Stift Ossiach erworben. |                                                                                         |      | 34524                                                                 |
| Petersbichl                                       | Klagenfurt am Wörthersee | Lage         | Höhensiedlung                | antike Siedlungsspuren |                                                                                         |      | nein                                                                  |
| Schloss Pichlern                                  | Klagenfurt am Wörthersee | Lage         | Gutshof                      | Edelmannssitz des 18. Jahrhunderts; Mitte des 19. Jahrhunderts ausgebaut. | umgebaut erhalten (Meierhof Marienhof durch Brand 1901 abgekommen).                     |      | 70901                                                                 |
| Burg Pitzelstätten                                | Klagenfurt am Wörthersee | Lage         | Burg                         | Burg ab Anfang des 14. Jahrhunderts erwähnt. | weitgehend abgekommen; Speicherbau enthält im Kern Turmrest des 14. Jahrhunderts.       |      | 34568                                                                 |
| Schloss Pitzelstätten                             | Klagenfurt am Wörthersee | Lage         | Schloss                      | ab 1573 Schloss neben der Burg errichtet. | erhalten; als Schulgebäude genutzt.                                                     |      | 34568                                                                 |
| Palais Porcia                                     | Klagenfurt am Wörthersee | Lage         | Palais                       | Stadthaus im 17. Jahrhundert von Porcias gekauft, im 18. Jahrhundert ausgebaut. 1969 abgerissen und durch neuere Gebäude ersetzt.                                                                  | nur Fassadenteile erhalten und an einem Neubau angebracht.                              |      | nein                                                                  |
| Palais Rainerhof                                  | Klagenfurt am Wörthersee | Lage         | Palais                       | 1885 errichtet. | erhalten; als Wohn- und Geschäftshaus genutzt.                                          |      | 45611                                                                 |
| Rathaus (Palais Rosenberg)                        | Klagenfurt am Wörthersee | Lage         | Palais                       | um 1660 großes Stadtpalais errichtet; diente Habsburgern bei Besuchen als Unterkunft. Anfang 19. Jahrhundert Fassade klassizistisch umgestaltet.                                                   | erhalten; als Rathaus genutzt.                                                          |      | 47988                                                                 |
| Palais Rosanelli                                  | Klagenfurt am Wörthersee | Lage         | Palais                       | etwa 1821 errichtet. |                                                                                         |      | 34473                                                                 |
| Palais Rosenberg-Orsini                           | Klagenfurt am Wörthersee | Lage         | Palais                       | im 17. Jahrhundert (über älterem Kern) errichtet. | erhalten                                                                                |      | 34431                                                                 |
| Schloss Rothenthurm                               | Klagenfurt am Wörthersee | Lage         | Schloss                      | 1688 genannt; 1770 Brand, dann abgetragen. | abgekommen                                                                              |      | nein                                                                  |
| Wehrkirche St. Andrä                              | Klagenfurt am Wörthersee | Lage         | Wehrkirche                   | kleine gotische Anlage | Wehrhaftigkeit im 17./18. Jahrhundert verloren.                                         |      | 68123                                                                 |
| Schloss St. Georgen am Sandhof                    | Klagenfurt am Wörthersee | Lage         | Schloss                      | Schloss im 16. Jahrhundert errichtet, im 17. Jahrhundert vergrößert; im 19. Jahrhundert modernisiert.                                                                                              | erhalten; bewohnt.                                                                      |      | 34590                                                                 |
| Schönfeld                                         | Klagenfurt am Wörthersee | Lage         | Schlösschen                  | Ansitz im 19. Jahrhundert schlösschenartig ausgebaut. 1925 umgebaut. | erhalten; bewohnt.                                                                      |      | nein                                                                  |
| Palais Seenuß                                     | Klagenfurt am Wörthersee | Lage         | Palais                       | errichtet im 17./18. Jahrhundert; nach schweren Kriegsschäden (1944) erneuert. | nur mehr im Kern erhalten, Rest neuerer Bau.                                            |      | 34462                                                                 |
| Schloss Seltenheim                                | Klagenfurt am Wörthersee | Lage         | Schloss (ehem. Burg)         | Burg ab 12. Jahrhundert; Ende 15. Jahrhundert zerstört. dann Schloss errichtet, doch im 18. Jahrhundert verfallen. Mitte 19. Jahrhundert Wiederaufbau.                                             | Bau des 19. Jahrhunderts mit älterem Kern.                                              |      | 48387                                                                 |
| Palais Stampfer                                   | Klagenfurt am Wörthersee | Lage         | Palais                       | im Kern aus dem 17. Jahrhundert; Fassade um 1735 barock gestaltet. | erhalten                                                                                |      | 34437                                                                 |
| Straschitz                                        | Klagenfurt am Wörthersee | Lage         | Erdbefestigung               | Wachtstelle? | etwa viereckige Befestigung im Gelände teils erkennbar, teils durch Ackerbau verwischt. |      | nein                                                                  |
| Strausshof                                        | Klagenfurt am Wörthersee | Lage         | Herrenhof                    | Bau des 18. Jahrhunderts? | erhalten; bewohnt.                                                                      |      | nein                                                                  |
| Schloss Tentschach                                | Klagenfurt am Wörthersee | Lage         | Schloss                      | seit 13. Jahrhundert Sitz belegt; heutiger Bau ein Renaissanceschloss des späten 16. Jahrhunderts.                                                                                                 | erhalten.                                                                               |      | 34570                                                                 |
| Höhensiedlung Ulrichsberg                         | Klagenfurt am Wörthersee | Lage         | Höhensiedlung                | urgeschichtlich bis Römerzeit. | Ausgrabungen; Wallreste                                                                 |      | 32028                                                                 |
| Palais Urschenbeck                                | Klagenfurt am Wörthersee | Lage         | Palais                       | errichtet 1. Hälfte des 17. Jahrhunderts. | erhalten                                                                                |      | 34449                                                                 |
| Wehrstift Viktring                                | Klagenfurt am Wörthersee | Lage         | Wehrstift                    | 1142 Abtei gegründet; 2. Hälfte 15. Jahrhundert befestigt; Bau mehrfach völlig umgestaltet, große Teile der heutigen Anlage im 18. Jahrhundert errichtet; in Franzosenkriegen teils zerstört.      | von Befestigung Grabenrest und einzelne Türme erhalten.                                 |      | 34571 120049                                                          |
| Schloss Welzenegg                                 | Klagenfurt am Wörthersee | Lage         | Schloss                      | um 1575 errichtetes Schloss. | erhalten, bewohnt.                                                                      |      | 34573                                                                 |
| Schloss Zigguln                                   | Klagenfurt am Wörthersee | Lage         | Schloss                      | Gewerkensitz des 16. Jahrhunderts, von Jesuiten im 17. Jahrhundert zu Schlösschen ausgebaut. Fassade im 19. Jahrhundert umgestaltet.                                                               | erhalten; bewohnt.                                                                      |      | 34502                                                                 |

## Bemerkungen
1. ↑  H. Wiessner, G. Seebach: Burgen und Schlösser in Kärnten. Klagenfurt – Feldkirchen – Völkermarkt. 2. erw. Auflage. Birken, Wien 1980, S. 19 f.
2. ↑  Klagenfurt – Palais Christalnig. In: burgen-austria.com. Private Website von Martin Hammerl
3. ↑  H. Wiessner, G. Seebach: Burgen und Schlösser in Kärnten. Klagenfurt – Feldkirchen – Völkermarkt. 2. erw. Auflage. Birken, Wien 1980, S. 21 f.
4. ↑  H. Wiessner, G. Seebach: Burgen und Schlösser in Kärnten. Klagenfurt – Feldkirchen – Völkermarkt. 2. erw. Auflage. Birken, Wien 1980, S. 22 f.
5. ↑  H. Wiessner, G. Seebach: Burgen und Schlösser in Kärnten. Klagenfurt – Feldkirchen – Völkermarkt. 2. erw. Auflage. Birken, Wien 1980, S. 23 f.
6. ↑  H. Wiessner, G. Seebach: Burgen und Schlösser in Kärnten. Klagenfurt – Feldkirchen – Völkermarkt. 2. erw. Auflage. Birken, Wien 1980, S. 40.
7. ↑  H. Wiessner, G. Seebach: Burgen und Schlösser in Kärnten. Klagenfurt – Feldkirchen – Völkermarkt. 2. erw. Auflage. Birken, Wien 1980, S. 24 f.
8. ↑  H. Wiessner, G. Seebach: Burgen und Schlösser in Kärnten. Klagenfurt – Feldkirchen – Völkermarkt. 2. erw. Auflage. Birken, Wien 1980, S. 26 f.
9. ↑  lt. Kohla Örtlichkeit noch nicht festgestellt; doch: Fletschach ist der alte Name von Klagenfurt-St. Ruprecht.
10. ↑  H. Wiessner, G. Seebach: Burgen und Schlösser in Kärnten. Klagenfurt – Feldkirchen – Völkermarkt. 2. erw. Auflage. Birken, Wien 1980, S. 27.
11. ↑  soll sich in der Nähe von Tentschach befunden haben; genaue Lage unbekannt.
12. ↑  Gressing soll laut den Quellen bei Tentschach sein. Kohla hält einen Zusammenhang mit dem Grossinghof/Grössinghof bei Ponfeld für möglich, auf den die Koordinaten verweisen. Bemerkenswert auch, dass im Franziszeischen Kataster südlich des Hofs der Flurname „Unter dem Thurm“ vermerkt ist.
13. ↑  H. Wiessner, G. Seebach: Burgen und Schlösser in Kärnten. Klagenfurt – Feldkirchen – Völkermarkt. 2. erw. Auflage. Birken, Wien 1980, S. 28 f.
14. ↑  H. Wiessner, G. Seebach: Burgen und Schlösser in Kärnten. Klagenfurt – Feldkirchen – Völkermarkt. 2. erw. Auflage. Birken, Wien 1980, S. 18.
15. ↑  H. Wiessner, G. Seebach: Burgen und Schlösser in Kärnten. Klagenfurt – Feldkirchen – Völkermarkt. 2. erw. Auflage. Birken, Wien 1980, S. 29.
16. ↑  H. Wiessner, G. Seebach: Burgen und Schlösser in Kärnten. Klagenfurt – Feldkirchen – Völkermarkt. 2. erw. Auflage. Birken, Wien 1980, S. 17.
17. ↑  H. Wiessner, G. Seebach: Burgen und Schlösser in Kärnten. Klagenfurt – Feldkirchen – Völkermarkt. 2. erw. Auflage. Birken, Wien 1980, S. 20 f.
18. ↑  H. Wiessner, G. Seebach: Burgen und Schlösser in Kärnten. Klagenfurt – Feldkirchen – Völkermarkt. 2. erw. Auflage. Birken, Wien 1980, S. 18.
19. ↑  Franz X. Kohla: Das Festungswerk Klagenfurts des 16. Jahrhunderts. Eine militärgeschichtliche Studie. In: Carinthia I, Jg. 158, Geschichtsverein für Kärnten, Klagenfurt 1968, S. 23–60.
20. ↑  H. Wiessner, G. Seebach: Burgen und Schlösser in Kärnten. Klagenfurt – Feldkirchen – Völkermarkt. 2. erw. Auflage. Birken, Wien 1980, S. 17.
21. ↑  H. Wiessner, G. Seebach: Burgen und Schlösser in Kärnten. Klagenfurt – Feldkirchen – Völkermarkt. 2. erw. Auflage. Birken, Wien 1980, S. 29 f.
22. ↑  H. Wiessner, G. Seebach: Burgen und Schlösser in Kärnten. Klagenfurt – Feldkirchen – Völkermarkt. 2. erw. Auflage. Birken, Wien 1980, S. 30 f.
23. ↑  H. Wiessner, G. Seebach: Burgen und Schlösser in Kärnten. Klagenfurt – Feldkirchen – Völkermarkt. 2. erw. Auflage. Birken, Wien 1980, S. 31 f.
24. ↑  H. Wiessner, G. Seebach: Burgen und Schlösser in Kärnten. Klagenfurt – Feldkirchen – Völkermarkt. 2. erw. Auflage. Birken, Wien 1980, S. 18 f.
25. ↑  H. Wiessner, G. Seebach: Burgen und Schlösser in Kärnten. Klagenfurt – Feldkirchen – Völkermarkt. 2. erw. Auflage. Birken, Wien 1980, S. 18.
26. ↑  H. Wiessner, G. Seebach: Burgen und Schlösser in Kärnten. Klagenfurt – Feldkirchen – Völkermarkt. 2. erw. Auflage. Birken, Wien 1980, S. 32 f.
27. ↑  H. Wiessner, G. Seebach: Burgen und Schlösser in Kärnten. Klagenfurt – Feldkirchen – Völkermarkt. 2. erw. Auflage. Birken, Wien 1980, S. 32 f f.
28. ↑  H. Wiessner, G. Seebach: Burgen und Schlösser in Kärnten. Klagenfurt – Feldkirchen – Völkermarkt. 2. erw. Auflage. Birken, Wien 1980, S. 32 f f.
29. ↑  H. Wiessner, G. Seebach: Burgen und Schlösser in Kärnten. Klagenfurt – Feldkirchen – Völkermarkt. 2. erw. Auflage. Birken, Wien 1980, S. 28.
30. ↑  H. Wiessner, G. Seebach: Burgen und Schlösser in Kärnten. Klagenfurt – Feldkirchen – Völkermarkt. 2. erw. Auflage. Birken, Wien 1980, S. 34.
31. ↑  H. Wiessner, G. Seebach: Burgen und Schlösser in Kärnten. Klagenfurt – Feldkirchen – Völkermarkt. 2. erw. Auflage. Birken, Wien 1980, S. 35.
32. ↑  H. Wiessner, G. Seebach: Burgen und Schlösser in Kärnten. Klagenfurt – Feldkirchen – Völkermarkt. 2. erw. Auflage. Birken, Wien 1980, S. 35 f.
33. ↑  H. Wiessner, G. Seebach: Burgen und Schlösser in Kärnten. Klagenfurt – Feldkirchen – Völkermarkt. 2. erw. Auflage. Birken, Wien 1980, S. 37 f.
34. ↑  H. Wiessner, G. Seebach: Burgen und Schlösser in Kärnten. Klagenfurt – Feldkirchen – Völkermarkt. 2. erw. Auflage. Birken, Wien 1980, S. 38.
35. ↑  H. Wiessner, G. Seebach: Burgen und Schlösser in Kärnten. Klagenfurt – Feldkirchen – Völkermarkt. 2. erw. Auflage. Birken, Wien 1980, S. 38 f f.
36. ↑  H. Wiessner, G. Seebach: Burgen und Schlösser in Kärnten. Klagenfurt – Feldkirchen – Völkermarkt. 2. erw. Auflage. Birken, Wien 1980, S. 40 f.
37. ↑  H. Wiessner, G. Seebach: Burgen und Schlösser in Kärnten. Klagenfurt – Feldkirchen – Völkermarkt. 2. erw. Auflage. Birken, Wien 1980, S. 41.

- Karte mit allen Koordinaten:
- OSM |
- WikiMap